# Бабеш, Аурел
Аурел Александр Бабеш (11 декабря 1886 года – 7 августа 1962 года) – румынский учёный, один из первооткрывателей использования вагинального мазка в качестве скринингового теста на рак шейки матки.

## Биография
Аурел Бабеш родился в 1886 году в Бухаресте в семье профессора химии факультета ветеринарных наук Бухарестского университета Аурела В. Бабеша (1852–1925), который был сыном Винсента Бабеша и родным братом бактериолога и морфопатолога Виктора Бабеша. 
В 1905 году, после окончания школы, Бабеш поступил в Университет медицины и фармацевтики имени Кароля Давилы, который окончил в 1911 году.
В 1915 году он получил докторскую степень с отличием, защитив диссертацию на тему «Спинномозговая жидкость. Клиническое и экспериментальное исследование», удостоенную премии Гиллеля медицинского факультета и премии Лазаря Румынской академии наук. Получив специализацию в области патологии в 1921 году, он был назначен ассистентом преподавателя в гинекологической клинике Кольцейского госпиталя, которой руководил Константин Даниэль (1876–1973). Даниель и Бабеш провели первые исследования, которые показали, что рак шейки матки можно выявить с помощью мазков. О результатах они сообщили ы 1027 году на заседании Бухарестского общества гинекологов.
В 1929 году Бабеш стал доцентом Университета медицины и фармации и занимал эту должность до 1941 года. Впоследствии он работал в Центре диагностики и лечения онкологических заболеваний до 1948 года, а затем патологоанатомом и научным сотрудником в Институте эндокринологии.
В 1930 году Бабеш вступил в брак с Люсии Шербэнеску, врачом-гинекологом. Они удочерили девочку, которая впоследствии стала известной оперной певицей. Аурел Бабеш умер в Бухаресте в 1961 году и похоронен на кладбище Беллу.

## Научные открытия
Аурел Бабеш и Георгиос Папаниколау независимо и почти одновременно открыли тест на рак шейки матки, который теперь известен как мазок Папаниколау.
Бабеш обнаружил, что если использовать платиновую петлю для взятия мазка из шейки матки, а затем высушить материал на предметном стекле и окрасить, то можно определить наличие раковых клеток. Это был первый скрининговый тест для диагностики рака шейки матки и тела матки. Бабеш представил свои открытия Румынскому обществу гинекологов в Бухаресте 23 января 1927 года. Его метод диагностики рака был опубликован во французском медицинском журнале La Presse Médicale 11 апреля 1928 года.
Маловероятно, что Папаниколау знал об этой публикации. Методы обоих учёных различаются по своей технике. Несмотря на то, что Бабеш был первым, вагинальный тест назван в честь Папаниколау, поскольку используется его методика.
В Румынии  цервикальное тестирование называют «Метод Бабеша–Папаниколау» в честь Бабеша.

## Публикации
- Babeș, Aurel. Cercetări originale despre pelagra în România / Aurel Babeș, V. Bușilă. — București : Librăriile Socec & Comp., C. Sfetea, 1915.
- Babeș, Aurel A. (1924). "Zur Ätiologie der uterinen Schleimhauthyperplasie". Archiv für Gynäkologie (нем.). 122 (1—2): 448—468.
- Babeș, Aurel (1927). "Uterusschleimhauthyperplasie und Ovarialgeschwülste". Archiv für Gynäkologie (нем.). 131 (1): 45—49.
- Babeș, Aurel (1927). "Cellules pigmentaires rameuses dans un polype de la muqueuse uterine". Annales d'anatomie pathologique (фр.). 4: 373—378.
- Babeș, Aurel (1929). "On the histopathology of a recurring lipoma of the proliferating glandular type". Bulletin de l'Association Française pour l'Étude du Cancer. 18: 334.
- Babeș, Aurel (1930). "Thymus et cancer du goudron". Comptes rendus des séances de la Société de biologie et de ses filiales (фр.). 103: 165—167.
- Babeș, Aurel (1930). "Thymus et thyroïde". Comptes rendus des séances de la Société de biologie et de ses filiales (фр.). 103: 168—169.